# کارلوس آلبرتو رودریگس
کارلوس آلبرتو رودریگس (اسپانیایی: Carlos Alberto Rodríguez‎؛ زادهٔ ۳ ژانویهٔ ۱۹۹۷) بازیکن فوتبال اهل مکزیک است.
از باشگاه‌هایی که در آن بازی کرده‌است می‌توان به باشگاه فوتبال مونتری اشاره کرد.
وی همچنین در تیم‌های ملی فوتبال زیر ۲۳ سال مکزیک و مکزیک بازی کرده‌است.